# グリーゼ229Ac
グリーゼ229Ac（英語: Gliese 229 Ac）とは、地球からうさぎ座の方向に約19光年離れた位置にある赤色矮星の恒星グリーゼ229Aの周りを公転している可能性がある太陽系外惑星の一つである。

## 特徴
グリーゼ229Acは2020年にW・M・ケック天文台のケックI望遠鏡に搭載されている分光器 HIRES やラ・シヤ天文台の高精度視線速度系外惑星探査装置 (HARPS) などによる主星グリーゼ229Aのドップラー分光法での視線速度変化の観測データから2020年に発見され、下限質量が地球の約7倍のスーパーアースと推定されている。
主星からの軌道長半径は太陽系における水星軌道よりもやや内側の 0.339 au（約 5070万 km）で、公転周期は約122日と計算されたが、主星が太陽と比べて暗い赤色矮星であるため、主星から受ける放射エネルギーは地球の 44% に留まっており、グリーゼ229Acはグリーゼ229Aの楽観的なハビタブルゾーン内に位置している可能性がある。プエルトリコ大学アレシボ校が運営している Planetary Habitability Laboratory (PHL) は、グリーゼ229Acの表面の温度を 227 K（-46 ℃）、地球類似性指標 (ESI) を 0.56 と計算している。しかし、グリーゼ229Aが活発な閃光星であることから、地球上で考えられるような生命体の存在には厳しい環境となっている可能性がある。
一方で2025年には、恒星活動の影響を考慮するとグリーゼ229Aを公転している惑星の公転周期に対応していると考えられたグリーゼ229Aの視線速度変化の信号はほとんど消失してしまうという研究結果が公表されている。そのため、実際にはグリーゼ229Aの視線速度の変化はグリーゼ229A固有の特性に由来していて、グリーゼ229Acは実在しない可能性が指摘されている。